# Copidosoma fasciatum
Copidosoma fasciatum is een vliesvleugelig insect uit de familie Encyrtidae. De wetenschappelijke naam is voor het eerst geldig gepubliceerd in 1913 door Girault.